# رجب ایودیک
رجب ایودیک (به ترکی استانبولی: Recep İvedik) یک فیلم کمدی محصول سال ۲۰۰۸ سینمای ترکیه با بازی شاهان گوکباکار در نقش رجب است. در ادامه اکران موفق این فیلم تا کنون هفت نسخه در توالی این فیلم ساخته شده است. که در تمامی آنها بازیگر اصلی این سری فیلم‌ها گوکباکار است که با بازی در این سری از فیلم‌ها توانست بیننده‌های زیادی از سراسر جهان را به خود جلب کند.
رجب ایودیک در یک هتل گران‌قیمت در آنتالیا اقامت می‌کند تا عشق دوران کودکی خود را به دست آورد. این فیلم که در ۲۲ فوریه ۲۰۰۸ در سراسر ترکیه اکران عمومی شد و پرفروش‌ترین فیلم ترکیه در سال ۲۰۰۸ بود. این فیلم در استانبول و آنتالیا، ترکیه فیلمبرداری شد.
رجب ایودیک یک
داستان کلی فیلم رجب ایودیک ۱، در مورد شخصی به نام رجب ایودیک بوده که سر راه خود یک کیف پول پیدا می‌کند. نخستین واکنش رجب این است که صاحب آن را پیدا کند. او صاحب این کیف پول را در تلویزیون شناسایی می‌کند. صاحب کیف پول تورلیدر و مدیر یک هتل است.
رجب ماشین قدیمی خود را برداشته و برای پیدا کردن صاحب کیف پول از استانبول به آنتالیا حرکت می‌کند. در راه سفر او با آدم‌های زیادی از جمله دختران نوجوان، جوانان و کامیون‌دارهای روانی برخورد می‌کند. همه چیز از آنجا شروع می‌شود که رجب به دو دختر نوجوان که ماشینشان خراب شده بود کمک می‌رساند، او با کمک کردن به آن دو، ماشین خود را ناقص می‌کند.
رجب ماشین خود را از دست داده و مجبور می‌شود با دیگران راهی سفر شود. او در این راه با همسفران زیادی آشنا شده و در طول سفر خود تجربه‌های جالبی کسب می‌کند. وی پس از اتمام سفر خود به اپراتور هتل رجوع می‌کند و کیف پول را به او برمی‌گرداند. رجب برای انجام این کار خوب، از طرف صاحب کیف پول پاداشی دریافت می‌کند.
پاداش رجب این است که او می‌تواند تا هر وقت بخواهد در آن هتل بماند. رجب در ابتدا از این پاداش امتناع می‌کند اما ناگهان با عشق قدیمی خود سیبل روبرو می‌شود. متأسفانه سیبل او را به یاد نمی‌آورد. رجب برای تحت تأثیر قرار دادن و به دست آوردن دل سیبل قصد دارد در آن هتل بماند.

### رجب ایودیک دو
در فیلم دوم رجب ایودیک، مادربزرگ پیر رجب از او می‌خواهد تا به زندگی خود سر و سامان بدهد. او می‌خواهد نوه‌اش شغل مناسبی پیدا کرده و ازدواج کند. رجب به دنبال شغل‌ها و حرفه‌های مختلفی می‌رود اما کارهایی که او پیدا می‌کند دوام زیادی ندارند. وی پس از چند روز فعالیت در آن‌ها، اخراج می‌شود.
بعد از گذراندن چندین شغل بی‌نتیجه مادربزرگ به رجب می‌گوید نزد پسردایی خود هاکان برود که شرکتی از طرف پدربزگشان به عنوان ارث به آن‌ها رسیده است. رجب به سمت مدیر عامل در آن شرکت نائل می‌گردد. شرکت در وضعیت خوبی است ولی ژاپنی‌هایی که با شرکت قرارداد بسته بودند از امضا کردن خودداری می‌کنند.
تا اینکه رجب در پارتی که هاکان ترتیب داده بود یک یونیفورم شبیه به یکی از اورگان‌های مخصوص ژاپن را به تن می‌کند، این موضوع موجب می‌شود ژاپنی‌ها برای امضای قرارداد قانع شوند. وقتی رجب توانست ژاپنی‌ها را به امضای قرارداد شرکت وادارد، هاکان بسیار از او خشنود می‌شود.
حالا که رجب از بیکاری فاصله گرفته و توانسته شغلی را برای خود دست و پا کند تنها آرزوی باقی مانده مادربزرگش دیدن ازدواج او است. او به همراه یکی از کارمندهای شرکت به نام علی کرم تلاش کرد تا زنی برای خود پیدا کند اما تلاش‌های آن‌ها منجر به موفقیت نشد.
رجب برای برآورده کردن آرزوی مادربزرگش با علی کرم همدست می‌شود. آن‌ها توانستند زنی را به عنوان همسر آینده رجب جا بزنند. به طوری که رجب و دختر جعلی جلوی مادربزرگش تظاهر می‌کردند که عاشق هم هستند. سرانجام مادربزرگ رجب با رسیدن به آرزوی خود فوت می‌کند.

### رجب ایودیک سه
داستان این قسمت فیلم، بدین‌گونه است که رجب در غم از دست دادن مادربزرگش به سر می‌برد و از آن پس بسیار گوشه‌گیر و افسرده شده. در همین زمان که او با افسردگی دست و پنجه نرم می‌کند، یکی از اقوام رجب به نام زینب به شهر استانبول آمده تا به دانشگاه برود.
از آنجایی که رجب در آن شهر بزرگ تنها خانواده زینب به حساب می‌رود، زینب مجبور می‌شود چند ماهی را در خانه رجب زندگی کند. حالا که زینب به زندگی رجب آمده است او سعی می‌کند تا با انجام برخی از فعالیت‌ها، افسردگی خود را از بین ببرد. این فعالیت‌ها شامل تئاتر رفتن و ثبت نام برای کلاس‌های کاراته است. هرچند که انجام این کارها موجب بهتر شدن رجب نمی‌شود.

### رجب ایودیک چهار
در فیلم رجب ایدویک ۴، رجب مربی فوتبال بچه‌های محله است. رجب از دوران بچگی خود در آن محله فوتبال بازی می‌کرد از آنجایی که محله آن‌ها منطقه محروم حساب می‌شد رجب تصمیم گرفت در جهت ارتقای این محله تلاش کند. او از آنجایی که می‌دانست بچه‌ها بسیار علاقه‌مند به فوتبال هستند تصمیم نهایی خود را گرفت.
او تصمیم گرفت زمین‌های فوتبال این منطقه محروم را بخرد اما مشکل اصلی اینجاست که قیمت زمین ۳۰۰ هزار لیر است و رجب توانایی خرید آن‌ها را ندارد. بعد از تلاش‌های بی فایده، رجب برای گرفتن وام از بانک درخواست می‌دهد اما موفق به گرفتن وام نمی‌شود.
در پی این ماجراها رجب به‌طور تصادفی در تلویزیون با آگهی مسابقه‌ای در جزیره مالدیو با جایزه ای به ارزش ۵۰۰٬۰۰۰ لیر ترکیه روبرو می‌شود. ابتدا او قبول نمی‌کند به آن جزیره برود اما در آخر قبول و در مسابقه شرکت می‌کند در ابتدا اتفاقات خوبی برای رجب نمی‌افتد و به مشکلات زیادی برخورد می‌کند اما در طی مسابقه با شکست حریفان به جایگاه خوبی می‌رسد. با این اتفاق‌ها ما صحنه‌های بسیار خنده‌دار و جذابی در این قسمت مشاهده می‌کنیم.

### رجب ایودیک پنج
داستان قسمت پنج این فیلم بدین صورت بوده: راننده‌ای که، در نزدیکی محله رجب زندگی می‌کند به صورت ناگهانی می‌میرد. رجب با این اتفاق ناراحت‌کننده تصمیم می‌گیرد به یاد این راننده آخرین وظیفه او را بر عهده بگیرد. او باید ورزشکاران تیم ملی را به اسکوپیه، مقدونیه شمالی ببرد.
اما ورزشکاران تیم ملی مریض می‌شوند و دیگر قادر به شرکت در مسابقه نخواهند بود به همین دلیل رجب با کمک دوستانش مجبور می‌شوند به جای آن‌ها برای کشور خود مسابقه بدهند اما این نخستین باری است که او در مسابقات تیم ملی شرکت می‌کند. اما رجب در این رقابتها موفق به کسب مدال طلا و مقام اول در بیشتر رشتهٔ‌های ورزشی مسابقات می‌شود.

### رجب ایودیک شش
در این قسمت برای رجب دعوتنامه‌ای از شهر قونیه می‌آید که به جشنواره لوبیای سفید دعوت شده است. رجب تصمیم می‌گیرد به همراه نورالله به مسابقه به این شهر برود اما اشتباهی پیش می‌آید که به کشور کنیا می‌رود و این دو دوست در قبیله محلی‌ها گیر می‌افتند و رجب خود را به اسم شخص دیگری به نام سوکاچو که برای محلی‌ها مردی مقدس است معرفی می‌کند و نورالله را هم حیوان انسان نمای خود طبق افسانه‌های سوکاچو معرفی می‌کند، تا از فرصت استفاده کرده و به ترکیه برگردد.

### رجب ایودیک هفت
در این قسمت قبض برق رجب زیاد می‌آید. رجب با راهنمایی دوستش به روستای مادر بزرگ خود می‌رود تا از دادن پول برق در امان باشد. در هنگام برگشت رجب به روستای مادری خود متوجه می‌شود که دوست و همبازی قدیمی اش در روستا که اکنون کدخدای روستا شده می‌خواهد روستا را به یک سرمایه‌دار مشهود واگذار کند تا او در این روستا با خراب کردن جنگل‌ها و از بین بردن درختان یک مجتمع تفریحی بسازد. در ادامه رجب به کمک یک وکیل که او هم به تازگی به روستا برگشته است جلوی این کار را می‌گیرند.

## بازیگران
- شاهان گوکباکار در نقش رجب بازیگر تمام سری‌ها
- نورالله جلبی در نقش نورالله بازیگر در رجب`۷ ۴٬۵٬۶ (در قسمت چهار به عنوان نقش فرعی)
- فاطما توپتاش در نقش سیبل بازیگر در رجب یک
- تولوغ چیزقن در نقش مادر سیبل بازیگر در رجب یک
- هاکان بیلقین در نقش مدیر بازیگر در رجب دو

## گیشه
این فیلم در ۲۳۰ پرده در سراسر ترکیه در ۲۲ فوریه ۲۰۰۸ با فروش آخر هفته اول ۵٫۳۳۰٫۰۰۰ دلار اکران شد. فروش جهانی این فیلم ۳۴٫۸۷۸٫۳۴۰ دلار رسید.

## دنباله‌ها
- رجب ایودیک ۲ (۲۰۰۹)
- رجب ایودیک ۳ (۲۰۱۰)
- رجب ایودیک ۴ (۲۰۱۴)
- رجب ایودیک ۵ (۲۰۱۷)
- رجب ایودیک ۶ (۲۰۱۹)
- رجب ایودیک ۷ (۲۰۲۲)